# Psychotria izabalensis
Psychotria izabalensis är en måreväxtart som beskrevs av Louis Otho Otto Williams. Psychotria izabalensis ingår i släktet Psychotria och familjen måreväxter. Inga underarter finns listade i Catalogue of Life.